# City West (Berlin)

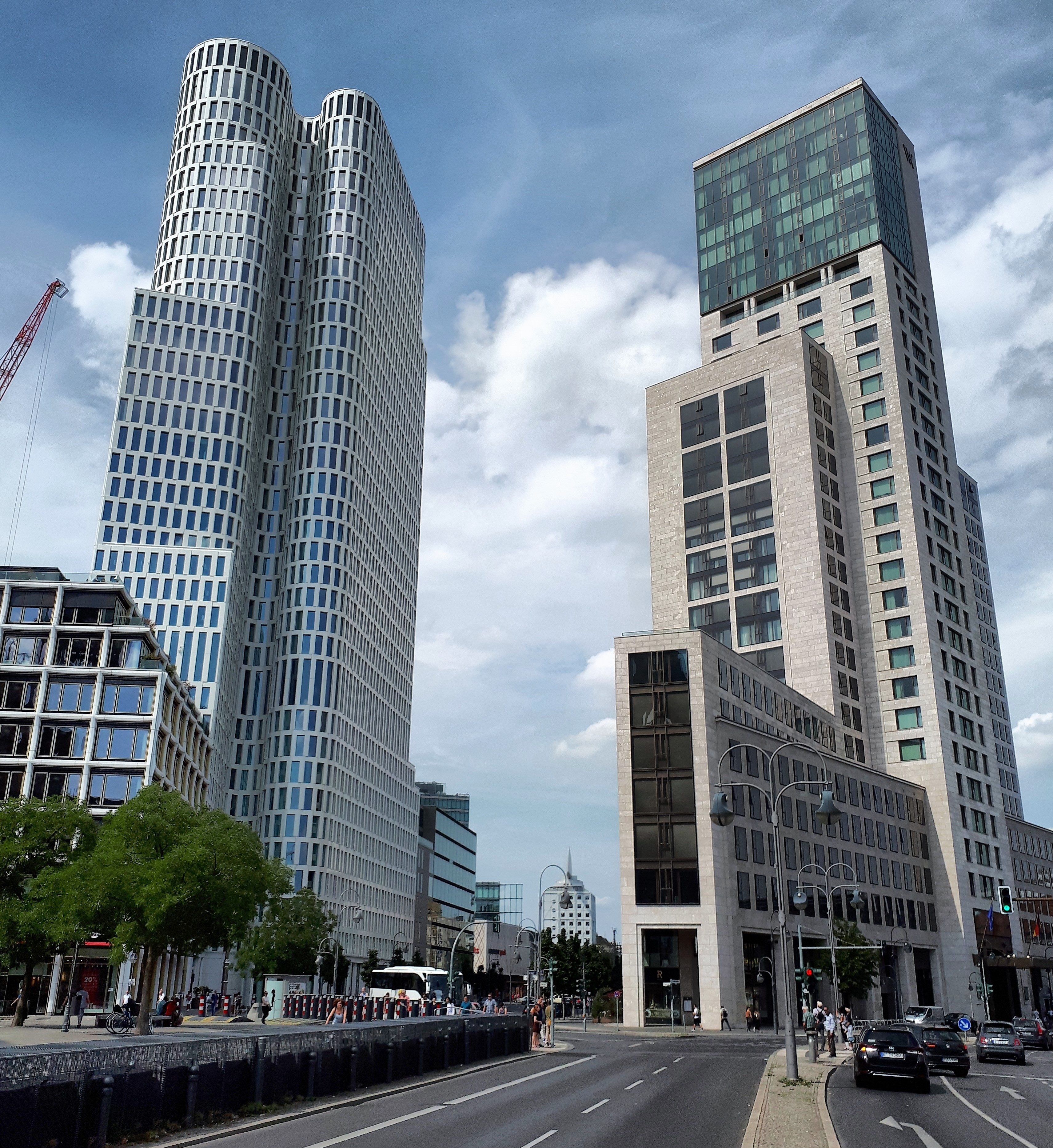
Hochhäuser am Breitscheidplatz

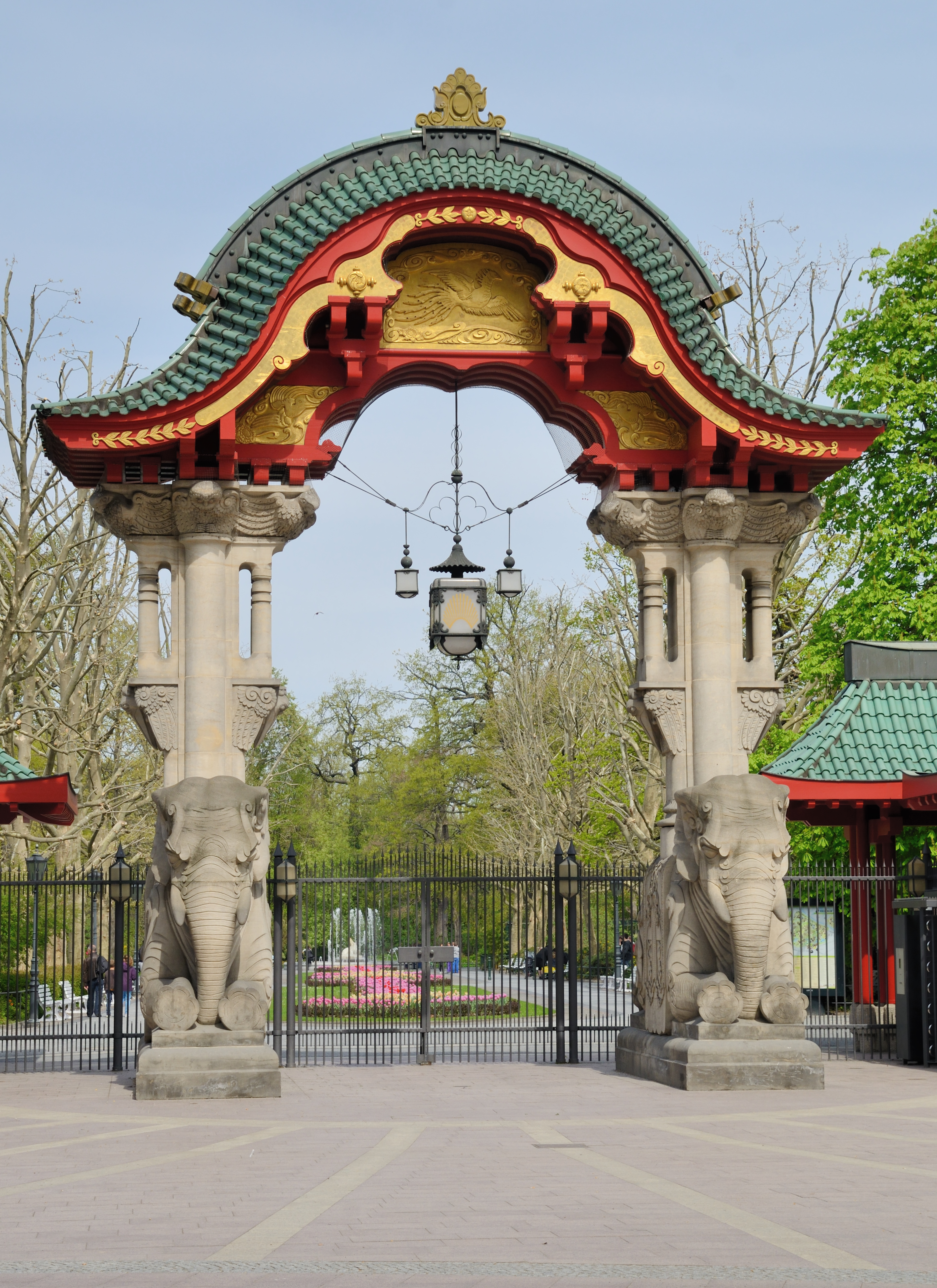
Elefantentor des Berliner Zoos

Als City West (in der Zeit vor dem Zweiten Weltkrieg als Neuer Westen und Zooviertel bekannt) wird der Teil Berlins um den Kurfürstendamm, Breitscheidplatz und die Tauentzienstraße in den Ortsteilen Charlottenburg, Schöneberg, Wilmersdorf und Tiergarten bezeichnet. Es handelt sich um eines von mehreren Hauptgeschäftszentren der Stadt, das das bedeutendste Geschäftszentrum West-Berlins während der Zeit der deutschen Teilung darstellte.

## Lage
Die City West umfasst eine Fläche von über 635 Hektar und erstreckt sich vom Stuttgarter Platz bis zur Urania und vom Tiergarten bis zur Lietzenburger Straße mit einer Vielzahl von Nutzungen: Als Einkaufs- und Ausgehmeile, Forschungszentrum, Kulturstandort, Wohnquartier und Handelszentrum.

## Geschichte

### Neuer Westen

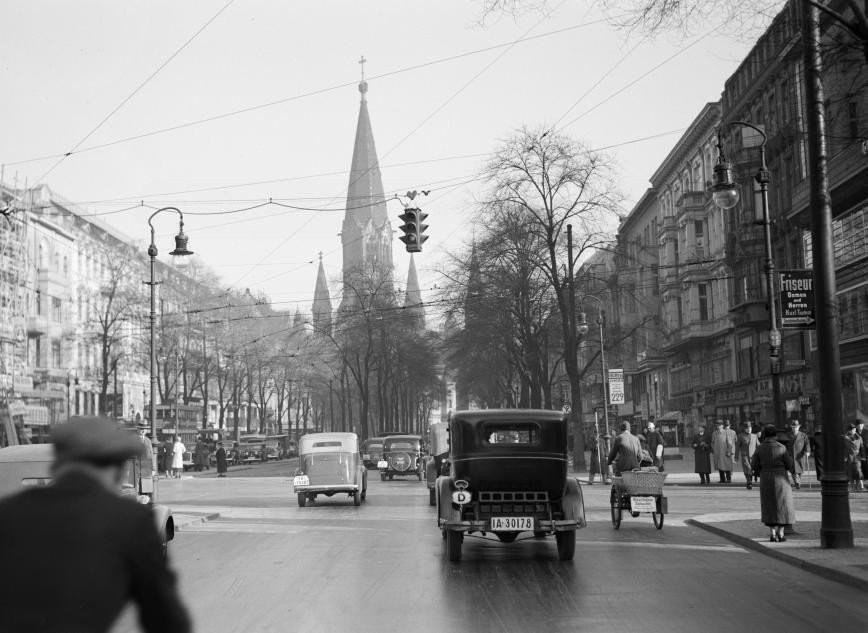
Kurfürstendamm Richtung Kaiser-Wilhelm-Gedächtniskirche, ca. 1935

Der Neue Westen bzw. das Zooviertel entwickelte sich während der Kaiserzeit ab ca. 1895 als Pendant zum alten Stadtzentrum im Ortsteil Mitte und als Nachfolger des Alten Westen (1860–1890) südwestlich des Potsdamer Platzes, zu einem Geschäfts- und Vergnügungszentrum, das über die hier verlaufende Grenze der Stadt Berlin in die bis 1920 eigenständigen Städte Charlottenburg, Berlin-Schöneberg und Berlin-Wilmersdorf hinausgriff. Neben dem Kaufhaus des Westens und dem Café des Westens entstanden auch bedeutende kulturelle Einrichtungen, wie etwa das Theater des Westens. 
Zuvor war bis 1880 der Generalszug angelegt worden, eine großzügig angelegte Straßen- und Platzfolge zum Andenken an die Napoleonischen Befreiungskriege, welche in Charlottenburg ihren Anfang am damaligen Auguste-Viktoria-Platz nimmt und weiter über die Tauentzienstraße und den Wittenbergplatz in Schöneberg bis nach Kreuzberg und Rixdorf führt. 1882 erhielt die Gegend mit dem Bahnhof Zoologischer Garten Anschluss an das Schienennetz der Kaiserstadt Berlin. Der namensgebende Zoologische Garten war bereits 1844 eröffnet worden und ist somit der älteste Zoo Deutschlands und bis heute der artenreichste der Welt.
In der Zeit der Weimarer Republik wurde der Neue Westen zu einem Synonym der „Goldenen Zwanziger Jahre“.
Im Verlauf des Zweiten Weltkriegs kam es vor allem im östlichen Teil Charlottenburgs um die Kaiser-Wilhelm-Gedächtniskirche und in Schöneberg zu schweren Zerstörungen.

### Nachkriegsjahre

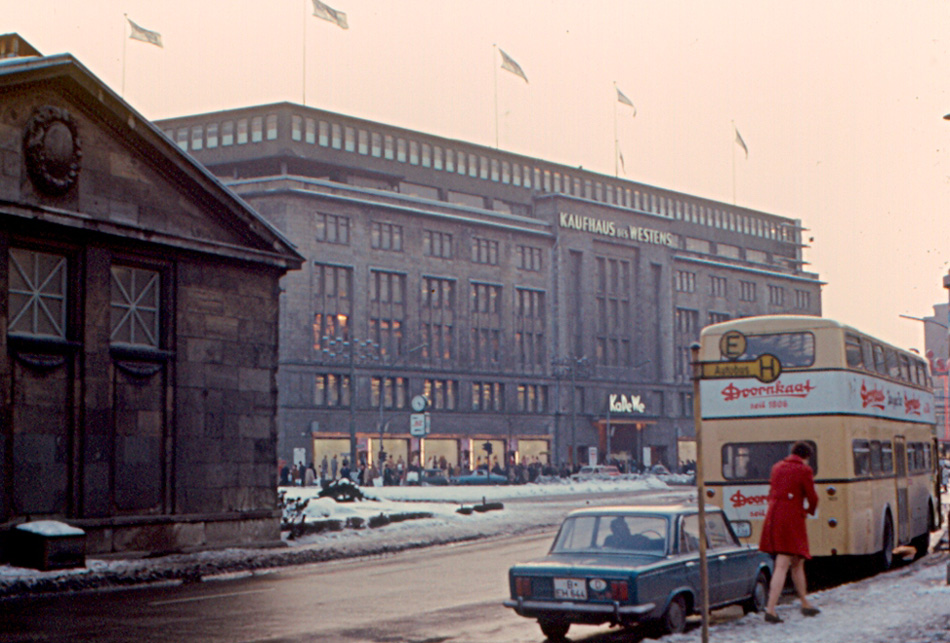
Kaufhaus des Westens, 1970

Nach dem Zweiten Weltkrieg entwickelte sich die Gegend rund um den Bahnhof Zoo infolge der Teilung Berlins in eine Vier-Sektoren-Stadt im Kalten Krieg zum Zentrum von West-Berlin. Baulücken, die durch alliierte Luftangriffe im Zweiten Weltkrieg entstanden waren, wurden genutzt um das Stadtbild zu modernisieren und autogerechter zu gestalten, wie etwa am zum Ernst-Reuter-Platz umbenannten Knie, wo in den 1950er Jahren die ersten Hochhäuser im West-Berlin der Nachkriegsjahre entstanden.
Das wohl bekannteste Beispiel für die Zeit des Wiederaufbaus ist die Ruine der alten Kaiser-Wilhelm-Gedächtniskirche im Zentrum der City West, die als Mahnmal des Krieges erhalten blieb und 1961 von Egon Eiermann um moderne Neubauten, Kapelle und Glockenturm, ergänzt wurde. 
Nachdem die Staatsoper Unter den Linden in Ost-Berlin de facto von West-Berlin abgetrennt war, wurde 1961 der Neubau der Deutschen Oper eröffnet, auf dem Grundstück des 1943 im Zweiten Weltkrieg zerstörten kleineren Vorkriegsbaus.

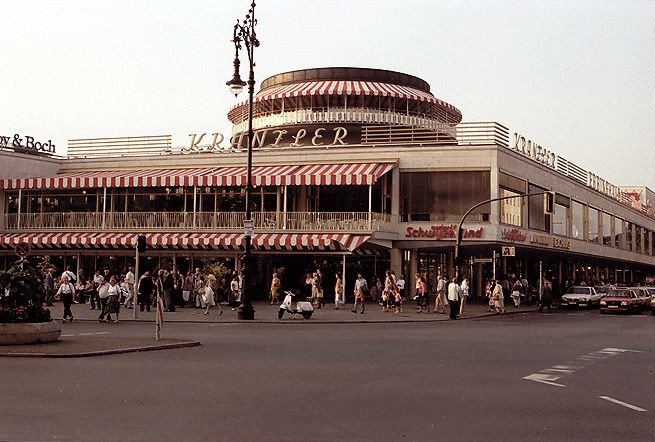
Café Kranzler am Kurfürstendamm, 1985

Ab 1963 wurde am Breitscheidplatz das Europa-Center an Stelle des ebenfalls im Krieg zerstörten Romanischen Cafés als Büro- und Geschäftshaus errichtet. Das Europa-Center sollte eine Landmarke des Wiederaufbaus darstellen und durch die Analogie zum kurz darauf errichteten Kö-Center in Düsseldorf und dem Bonn-Center in Bonn die Zugehörigkeit West-Berlins zur Bundesrepublik und der westlichen Welt betonen. Ein weiterer Hochhausbau entstand am Kurfürstendamm als Kudamm-Karee, das die erhaltenen Bühnen der Komödie und des Theaters am Kurfürstendamm in den Neubau integrierte.
In den 1960er Jahren war die Gegend Schauplatz der westdeutschen 68er-Bewegung, die ihren Höhepunkt erreichte, nachdem während der Demonstration am 2. Juni 1967 anlässlich des Besuchs von Schah Mohammad Reza Pahlavi der Student Benno Ohnesorg ohne ersichtlichen Grund vom Polizisten Karl-Heinz Kurras erschossen worden war. Die legendäre Kommune I um Rainer Langhans bezog in diesen Tagen eine leerstehende Altbauwohnung am Stuttgarter Platz und erprobte neue Lebensformen, was die bürgerliche Boulevardpresse mit Abscheu verfolgte.

### Wiedervereinigung

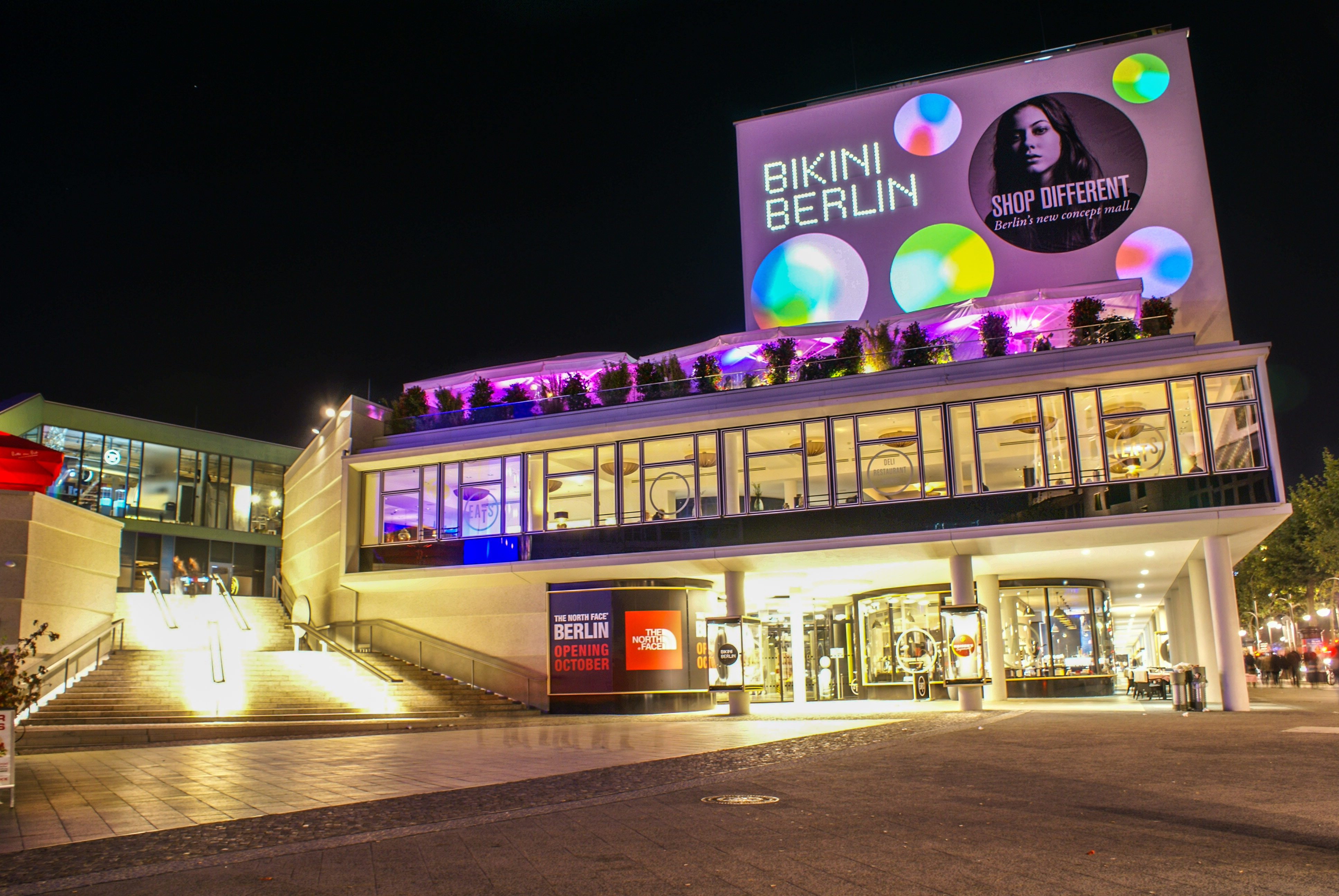
Bikini-Haus am Breitscheidplatz, 2014

Nach der deutschen Wiedervereinigung trat die Zentrumswirkung vorübergehend etwas in den Hintergrund, angesichts der Entwicklung des historischen Zentrums der vereinigten Stadt im Bezirk Mitte, zu dem der nordöstliche Teil der City West seit 2001 gehört. Dennoch konnte sich die City West weiterhin den Status als wichtiges Einkaufs- und Geschäftsviertel der Bundeshauptstadt wahren und gegen den Alexanderplatz, die Gegend Unter den Linden/Friedrichstraße und den Potsdamer Platz auch im geeinten Berlin an die Spitze vorstoßen. Dazu tragen nicht zuletzt die Flaniermeilen am Kurfürstendamm und der Tauentzienstraße mit dem größten Kaufhaus Kontinentaleuropas, dem KaDeWe, sowie zahlreichen exklusiven Geschäften bei.
Seit den 2010er Jahren ist die City West wieder verstärkt in den Fokus von Stadtentwicklern und Investoren geraten. Exemplarisch stehen dafür das 2012 fertiggestellte 119 Meter hohe Zoofenster am Breitscheidplatz, das das Luxushotel Waldorf Astoria Berlin beherbergt, sowie das benachbarte – ebenso hohe – Upper West, das 2017 fertiggestellt wurde.
Ebenfalls am Breitscheidplatz wurde zwischen 2010 und 2014 das Bikini-Haus mit dem Kino Zoo Palast aufwendig erneuert. In der näheren Umgebung sind weitere umfangreiche Investitionen vorgesehen. Zahlreiche „Bausünden“ der Nachkriegsjahre wurden inzwischen wieder beseitigt, wie das Schimmelpfeng-Haus oder das Alte Ku’damm-Eck.

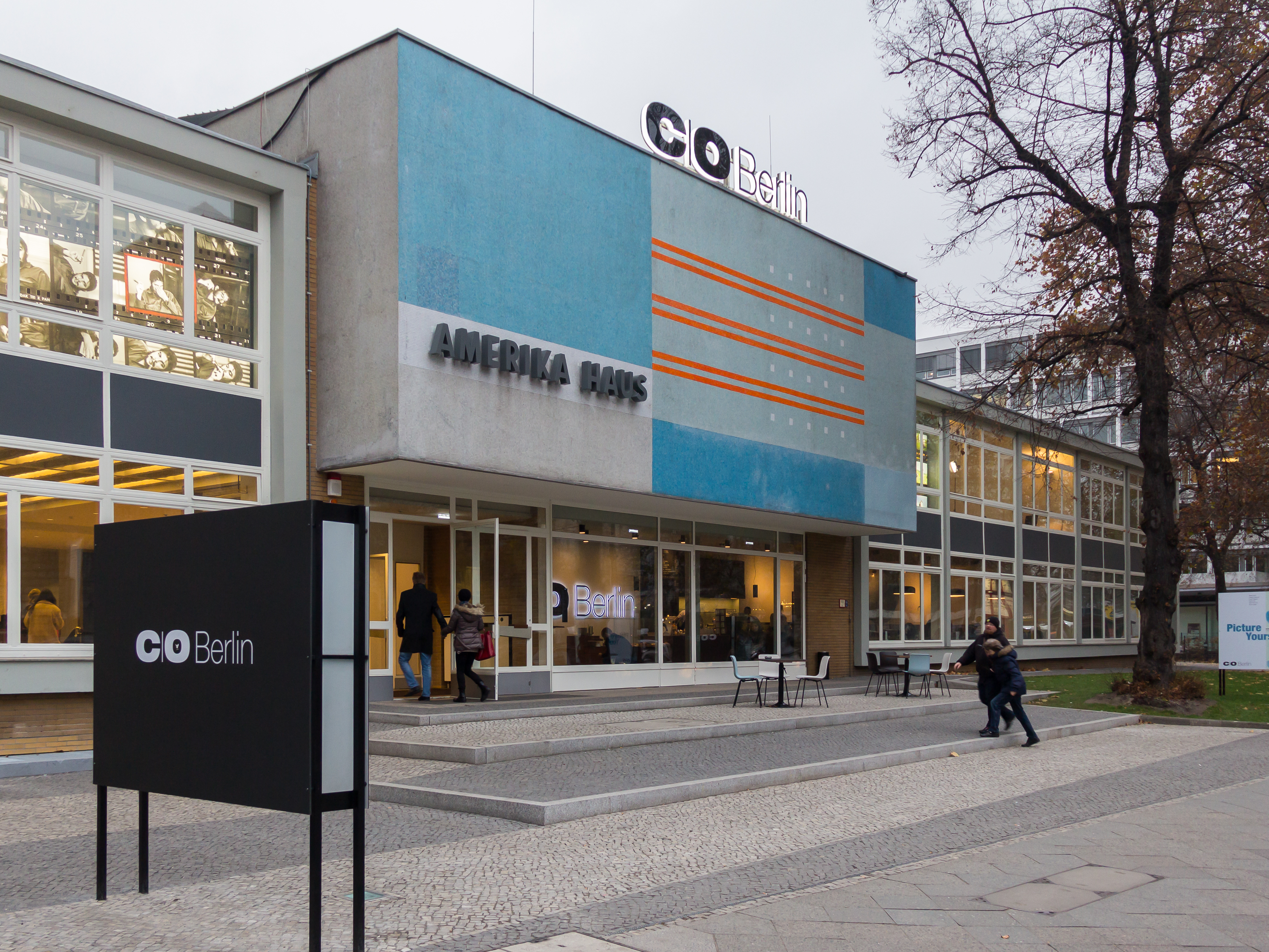
Ausstellungshaus C/O Berlin im Amerika Haus, 2014

2012 zog das Ausstellungshaus für Fotografie C/O Berlin in das sanierte Amerika-Haus in unmittelbarer Nähe zum Bahnhof Zoo. Der Bahnhof selbst wird seit 2015 und voraussichtlich noch bis nach 2030 aufwendig saniert und modernisiert, um ihn vom Schmuddelimage der 1980er Jahre zu befreien.

### Asiatown „Kantonstraße“
Die Gegend um die Kantstraße entwickelt sich bereits seit vielen Jahren zu einer „Chinatown“ bzw. „Asiatown“ im Westen Berlins, mit vielen asiatischen Bewohnern, Geschäften, gastronomischen und kulturellen Angeboten. Bereits zu Beginn des 20. Jahrhunderts hatte es hier eine kleine chinesische Diaspora gegeben, die Chinesische Botschaft befand sich zu seiner Zeit unweit am Kurfürstendamm. 
Nach dem Zweiten Weltkrieg wurde an diese Tradition angeschlossen. Über drei Prozent der Bevölkerung Charlottenburgs stammen aus Ostasien, über 8000 Chinesen leben inoffiziellen Schätzungen zufolge in Berlin. Der Abschnitt zwischen Savignyplatz und Wilmersdorfer Straße wird in Anspielung auf die chinesische Stadt Guangzhou auch als „Kantonstraße“ bezeichnet.

## Kulturelle Einrichtungen

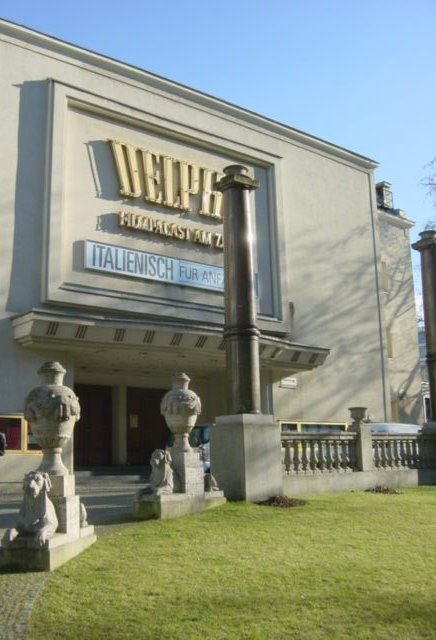
Delphi Filmpalast

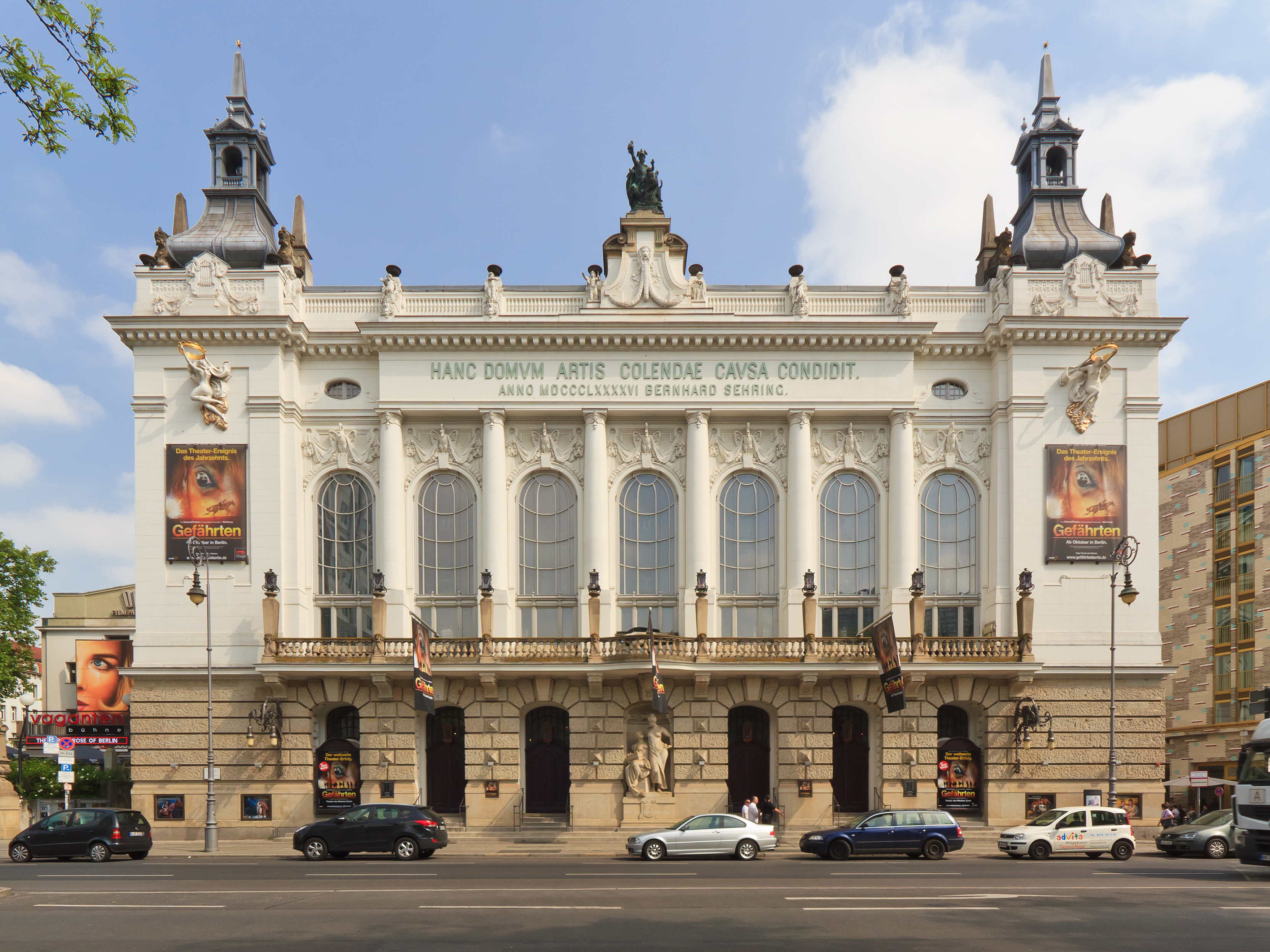
Theater des Westens

### Theater und Spielstätten
- Deutsche Oper Berlin
- Komödie und Theater am Kurfürstendamm
- Quasimodo und Vaganten Bühne im Delphi Filmpalast
- Renaissance-Theater
- Schaubühne am Lehniner Platz
- Schillertheater
- Die Stachelschweine im Europa-Center
- Theater des Westens
- Urania Berlin
- Konzertsaal der Universität der Künste
- Zoo Palast, Austragungsort der Berlinale

### Kulturzentren
- Jüdisches Gemeindehaus
- Literaturhaus Berlin
- Maison de France, französisches Kulturzentrum mit dem Cinema Paris
- Urania Berlin

### Museen und Ausstellungsräume
- C/O Berlin im Amerika-Haus
- Hegenbarth Sammlung Berlin
- Käthe-Kollwitz-Museum
- Museum für Fotografie
- Das Verborgene Museum, Museum für Kunst von Frauen